# Arhivsko društvo Slovenije
Arhivsko društvo Slovenije je stanovsko društvo v Sloveniji, ki skrbi za razvoj in popularizacijo arhivistike.
Društvo za posebne dosežke na področju arhivistike in popularizacije arhivske dejavnosti bienalno podeljuje Aškerčeve nagrade in priznanja.

## Odlikovanja in nagrade
Leta 1995 je društvo prejelo častni znak svobode Republike Slovenije z naslednjo utemeljitvijo: »za dolgoletno delo, pomembno za arhivsko dejavnost ter za zasluge pri ohranjanju slovenske kulturne pisne dediščine«.